# مسجد آل رشدان
مسجد آل رشدان هو أحد مساجد مدينة القاهرة الشهيرة, ويقع بمدينة نصر بجوار أرض المعارض. واقترن اسم المسجد بعزاء وجنازات الشخصيات الشهيرة في مصر.